# Houževnatost
Houževnatost je materiálová vlastnost, jde o schopnost materiálu zůstat při deformování a nárazech vcelku bez tvorby trhlin, nebo zamezovat růstu existujících trhlin. Jejím opakem resp. protikladem je křehkost.

## Materiálová houževnatost

Pracovní diagram oceli. Plocha pod křivkou je mechanická práce na jednotku objemu. Houževnaté materiály mívají širokou křivku, která vymezuje větší plochu. Křehké materiály mohou ale nemusí mít vysokou pevnost Re a Rm, ale tažnost A je výrazně menší, takže plocha pod křivkou je malá.

Vznik a růst trhlin závisí mimo jiné i na tvaru materiálu a vnitřním pnutí, takže není jednoduché tuto materiálovou vlastnost vyjádřit pomocí nějaké jedné fyzikální veličiny. Pokud je ale geometrie jednoduchá jako například u zkoušky tahem, tak lze jako míru houževnatosti použít celkovou mechanickou práci potřebnou k přetržení tyče. Materiál může v principu odolávat přetržení dvěma způsoby. Za prvé pevností a za druhé tažností, což je celkové elastické i plastické prodloužení tyče v okamžiku přetržení. Toto prodloužení představuje dráhu, po které síla působící proti pevnosti materiálu koná práci. Zpravidla platí, že tažnost je stěžejní vlastnost pro dosažení vysoké houževnatosti.
Například kalené oceli jsou velmi pevné ale křehké. To je dáno velkým vnitřním napětím, které vniká nerovnoměrným chladnutím a rychlou změnou krystalické struktury materiálu při kalení. Vnitřní napětí působí proti deformacím, ale zároveň napomáhá růstu trhlin. Popouštěním lze vnitřní napětí odstraňovat a dosáhnout výhodné kombinace mechanických vlastností.
V praxi se houževnatost vyhodnocuje pomocí normovaných empirických zkoušek. Jako je zkouška například rázem podle Charpyho ČSN ISO 148-1 (420381), kde se měří energie potřebná k přeražení testovacího tělesa předepsaného tvaru. Pro vyhodnocení chování existujících trhlin se využívá takzvané lomové houževnatosti, která zohledňuje vliv tvaru trhliny. Při zkouškách lomové houževnatosti ČSN EN ISO 12737 se zjišťují kritické podmínky při kterých dochází k nárůstu trhliny. Lomová houževnatost je velmi efektivní nástroj, který umožňuje například odhadovat životnost porušeného nosníku.

## Širší pojetí
V širším pojetí mohou být přirozeně houževnaté samozřejmě i některé materiály čistě biologického původu, tedy takové materiály, které pocházejí z těl rostlin a živočichů (tedy produktů pocházejících z živé přírody). Například keratin ve formě kravského rohu (rostlého vláknovitě) je natolik houževnatý, že se tisíc let používal jako kompozit na výrobu luků. V 21. století se takto používá epoxidový sklolaminát. Míra houževnatosti je ovšem vždy relativní.

## Přenesený význam slova
Slovo má i svůj přenesený význam, kdy popisuje například lidskou nebo i zvířecí vlastnost (obvykle vnímanou jakožto vlastnost pozitivní), schopnost vytrvat v úsilí k dosažení cíle i přes kladené překážky, kterou lze synonymicky označit například jako odolnost, vytrvalost, nezdolnost, nezlomnost, neúnavnost, neústupnost apod.